# Aire urbaine de Lamballe
L'aire urbaine de Lamballe est une aire urbaine française constituée autour de la ville de Lamballe (Côtes-d'Armor).
En 1999, ses 12 319 habitants faisaient d'elle la 336e des 354 aires urbaines françaises.

## Caractéristiques
D'après la délimitation établie par l'INSEE, l'aire urbaine de Lamballe est composée de 3 communes, toutes situées dans les Côtes-d'Armor. 
Le pôle urbain est formé par l'unité urbaine de Lamballe, qui ne comprend que cette
seule commune (ville isolée).
Les 2 autres communes, dites monopolarisées, sont des communes rurales.
L’aire urbaine de Lamballe appartient à l’espace urbain de Saint-Brieuc.
Le tableau suivant détaille la répartition de l'aire urbaine sur le département (les pourcentages s'entendent en proportion du département) :
| Département   | Communes | Communes (%) | Superficie (km²) | Superficie (%) | Population (1999) | Population (%) |
| ------------- | -------- | ------------ | ---------------- | -------------- | ----------------- | -------------- |
| Côtes-d'Armor | 3        | 0,8          | 94,89            | 1,4            | 12 319            | 2,3            |

En 2006, la population s’élevait à 13 039 habitants.

## Les 3 communes de l’aire
Voici la liste des communes de l'aire urbaine de Lamballe.
| Code INSEE | Commune  | Type de commune              | Dép.          | Superficie (km²) | Population (1999) | Densité (hab./km²) |
| ---------- | -------- | ---------------------------- | ------------- | ---------------- | ----------------- | ------------------ |
| 22093      | Lamballe | Commune du pôle urbain       | Côtes-d'Armor | +0076,29         | +00010 563,       | +00138,46          |
| 22098      | Landéhen | Commune rurale monopolarisée | Côtes-d'Armor | +0011,8          | +00 000986,       | +00083,56          |
| 22160      | Noyal    | Commune rurale monopolarisée | Côtes-d'Armor | +0006,8          | +00 000770,       | +00113,24          |
|            | Total    |                              |               | +0094,89         | +00012 319,       | +00129,82          |